# Экрут, Эдвард
Эдвард Экрут (англ. Edward Akrout) — британский и французский актёр и художник.

## Биография
Эдвард Экрут родился 27 сентября 1982 года в Париже. Мать Эдварда имела французское и английское происхождение, отец был родом из Туниса. Прежде чем заняться актёрским ремеслом, некоторое время изучалфилософию В Парижском университете в Сорбонне. В 2008 году окончил Лондонскую академию музыкального и драматического искусства.
После окончания учёбы в Лондонской академии начал активно сниматься на телевидении: сыграл небольшую роль французского капитана в телесериале «Борджиа» (2011 — 2012), исполнил роль высокомерного французского модельера Пьера Лонгшампа в сериале «Мистер Селфридж» (2015) и появился в эпизоде сериала «Убийства в Мидсомере» (2016). В 2017 году снялся в драматическом фильме Джорджа Менделюка «Горькая жатва», повествующем о Голодоморе в Украине. В нём ему досталась роль художника-сюрреалиста профессора Темчука.
В 2017 году Экрут создал композицию в стиле видео-арт под названием «Quantum Political Feedback» в сотрудничестве с художником Джейкобом Босковым.

## Фильмография
| Год       |    | Русское название           | Оригинальное название      | Роль                |
| --------- | -- | -------------------------- | -------------------------- | ------------------- |
| 2011—2012 | с  | Борджиа                    | The Borgias                | французский капитан |
| 2012      | тф | Генрих V                   | Henry V                    | Людовик, дофин      |
| 2013      | ф  | Мертвец из Тумстоуна       | Dead in Tombstone          | Змей                |
| 2015      | с  | Отец Браун                 | Father Brown               | Грегуар Биссе       |
| 2015      | ф  | Меч мести                  | Sword of Vengeance         | Ромейн              |
| 2015      | с  | Мистер Селфридж            | Mr Selfridge               | Пьер Лонгшамп       |
| 2016      | с  | Убийства в Мидсомере       | Midsomer Murders           | Дамьен Ламерат      |
| 2016      | с  | Гудини и Дойл              | Houdini and Doyle          | Генри               |
| 2016      | ф  | Любовь гуще воды           | Love Is Thicker Than Water | Саймон              |
| 2017      | ф  | Горькая жатва              | Bitter Harvest             | профессор Темчук    |
| 2017      | ф  | Роден                      | Rodin                      | Эдвард Стайхен      |
| 2017      | с  | Цыганка                    | Gypsy                      | Зал                 |
| 2017      | с  | Поворот: Шпионы Вашингтона | Turn: Washington's Spies   | Эймос Паркер        |
| 2018      | с  | Убивая Еву                 | Killing Eve                | Диего               |
| 2018      | с  | Гений                      | Genius                     | Лоран Дебьен        |
| 2018      | тф | —                          | Get Christie Love          | Нико Эллой          |
| 2019      | с  | Враг внутри                | The Enemy Within           | Аслан Аксой         |
| 2020      | с  | Голубая кровь              | Blue Bloods                | Самсон Джеймс       |
| 2022      | с  | Булл                       | Bull                       | Генри Фрей          |